# Autoserica longicornis
Autoserica longicornis är en skalbaggsart som beskrevs av Moser 1917. Autoserica longicornis ingår i släktet Autoserica och familjen Melolonthidae. Inga underarter finns listade.